# Gerrit Kleisen
Gerrit Wiechert Kleisen (Apeldoorn,  9 september 1917 - Zandvoort, 6 juni 1944) was een Nederlands verzetsstrijder tijdens de Tweede Wereldoorlog. Zijn verzetsnaam was ‘Gijs Lensink’. 
Kleisen diende in de meidagen van 1940 als sergeant in het Nederlandse leger.
Medio 1941 werd hij aangesteld als douanier  in Zundert. Hij hielp daar Joodse landgenoten, agenten, officieren en geallieerd vliegtuigpersoneel over de grens. Ook vervoerde hij personen en papieren op het traject Breda–Antwerpen–Brussel, soms tot ver in Frankrijk. Nadat dat de SD hem in het voorjaar van 1943 op het spoor was gekomen, dook hij onder in Aalten. Als KP-er  hield hij zich onder andere bezig met het vervalsen van persoonsbewijzen en  het  opvangen van neergehaalde geallieerde piloten. Ook nam hij deel aan overvallen op distributiekantoren. 
Noodlottig voor hem was zijn deelname aan een verzetsactie op 20 april 1944, waarbij de KP-Aalten in Doesburg in de val liep, die door de collaborateur Willy Markus in samenwerking met de bezetter was uitgezet. 
Kleisen werd gearresteerd en overgebracht naar Kamp Vught. Hij werd ter dood veroordeeld en op 6 juni 1944  gefusilleerd in de duinen bij Overveen.